# Tehanu
Tehanu (titre original : Tehanu) est un roman de fantasy écrit par Ursula K. Le Guin et publié aux États-Unis en 1990 puis traduit et publié en français en 1991 par les éditions Robert Laffont dans la collection Ailleurs et Demain. Quatrième œuvre du Cycle de Terremer, elle constitue un pivot vers des récits plus féministes que les trois premières. Dans ce récit, Le Guin dénonce et tente de déconstruire notamment les inégalités de genre, le patriarcat, la misogynie et l'exclusion sociale des personnes en situation de handicap.

## Résumé
Le roman reprend et développe l'histoire du personnage de Tenar dont la jeunesse est décrite dans Les Tombeaux d'Atuan.
Tenar, après avoir été libérée des tombeaux par Ged, est l'élève d'Ogion, l'ancien maître de Ged. Celui-ci étant disposé à lui enseigner tout ce qu'il savait, mais la jeune femme préféra épouser Silex, un paysan de Gont. Elle eut deux enfants de lui, Pomme qui se maria avec un négociant de Valmouth, et Étincelle qui devint marin.
Le livre commence alors que Ged et Lebannen n'ont pas encore triomphé de Cygne dans le livre précédent. Tenar, surnommée ici Goha, est une jeune veuve qui a entre quarante et cinquante ans. Elle vit seule dans la ferme de Silex jusqu'au jour où elle recueille une petite fille qui a été mutilée et violée. Therru a été très grièvement brûlée sur une partie du corps, elle porte de très sérieuses cicatrices, est aveugle d'un œil et est handicapée d'une main. De plus, elle est très renfermée et faible.
Apprenant qu'Ogion est mourant, Tenar part avec Therru pour Ré Albi où vit le vieil homme. Après la mort de ce dernier, elle décide de rester vivre quelque temps dans sa maison. Un dragon, Kalessin, ramène Ged, très faible: il a perdu tout son pouvoir. Tenar s'occupe de lui. Reprenant peu à peu ses forces, il fuit les émissaires du roi qui le recherchent. Le roi Arren souhaite que ce soit lui qui le couronne, mais du fait qu'il a perdu tout son pouvoir, Ged s'y refuse. Suivant les indications de Tenar, il va s'établir dans sa ferme.
Tenar souhaite rester encore quelque temps à Ré Albi, toutefois le mage Tremble lui lance une malédiction du fait de sa misogynie et de la haine qu'il porte à ce qu'elle représente. Elle décide donc de rentrer chez elle. En passant par Port-Gont, elle tombe sur l'oncle de Therru qui souhaite la récupérer afin de terminer son "ouvrage". Tenar et Therru trouvent refuge sur Le Dauphin, le vaisseau du roi Lebannen. Celui-ci les conduit jusqu'à Valmouth en bateau. Elles arrivent enfin chez elles. Ged est bien venu, mais il a été engagé comme gardien de chèvres sur les hauteurs, il ne redescendra qu'à l'automne.
Une nuit, Tenar surprend le père et l'oncle de Therru ainsi qu'un autre homme qui cherchent à pénétrer dans la maison afin d'achever la petite fille et de punir Tenar pour l'avoir recueillie. Ged parvient à les mettre en fuite en blessant le père. Les deux autres hommes sont faits prisonniers par les soldats de l'île. Tous trois seront jugés par un tribunal royal et condamnés à vie aux galères.
Ged n'étant plus sorcier, il n'est plus contraint de se plier à son vœu de chasteté. Il devient le compagnon de Tenar et le père adoptif de Therru. Mais Étincelle, le fils de Tenar, est revenu récupérer l'héritage de son père. Tenar est appelée à Ré Albi pour voir Tante Mousse, une de ses amies qui est mourante, Ged et Therru l'accompagnent. Ils tombent alors dans un piège tendu par Tremble. Therru parvient à s'enfuir, et appelle le dragon Kalessin à l'aide.
Alors que Tremble voulait précipiter du haut de la falaise Tenar et Ged, Kalessin arrive et crache des flammes sur le mage. Kalessin accepte de laisser Therru à ses parents adoptifs, bien qu'elle soit en réalité une « fille-dragon ». Avant de repartir, Kalessin lui donne son vrai nom : Tehanu (le nom kargue pour « l'étoile blanche de l'été » appelée « Le Cœur du Cygne » par Ged, en hardique),. Ils décident de s'installer définitivement dans la maison d'Ogion.

## Analyse littéraire

### Thèmes
Tehanu constitue un pivot vers des récits plus féministes que les trois premières œuvres du Cycle de Terremer. Ce récit dénonce et tente de déconstruire notamment les inégalités de genre, le patriarcat, la misogynie et l'exclusion sociale des personnes en situation de handicap.

#### Inégalités de genre
Dans Tehanu, Ursula K. Le Guin explore et questionne le patriarcat, la misogynie et les inégalités de genre en général et, plus spécifiquement dans l'univers de Terremer, pourquoi les pouvoirs de la sorcellerie sont réservés aux hommes et à quel type de pouvoir les femmes peuvent prétendre.
Dans un extrait d'une thèse de doctorat que Le Guin a reproduite sur son site, Sharada Bhanu soutient que Tehanu, tout comme la suite du cycle de Terremer qu'elle appelle « la seconde trilogie », « élargit, interroge et déconstruit la première [trilogie, et que] le texte est né [...] d'un changement d'éthos culturel, en particulier du mouvement féministe. [Dans les récits précédents] « la magie des femmes est faible, la magie des femmes est méchante », et l'école de Roke n'admet aucune femme [...mais] Tehanu rétablit l'équilibre en présentant le monde, les intérêts, la magie et les problèmes d'une femme, à travers le point de vue de Tenar [...] devenue une veuve d'âge mûr. Des femmes de professions et d'âges variés sont représentées, tous leurs portraits [sont] sympathiques. Les hommes, en revanche, semblent faibles et limités dans leur vision, même lorsqu'ils sont bien intentionnés, [et] misogynes, dépravés et vicieux lorsqu'ils s'abandonnent au mal, comme dans le cas de Touche-à-tout, qui a violé et brûlé sa propre fille, et de Tremble, le sorcier qui torture avec sadisme Ged et Tenar ».

#### Exclusion sociale
Le personnage de Therru/Tehanu, avec sa différence et son handicap physique, qui fonctionnent à la fois comme une barrière sociale et une porte d'accès à sa véritable nature draconique intérieure, permet à Le Guin de suggérer que la voix des marginaux, si elle n'est pas négligée, peut être utile à de profonds changements dans la société.

#### Taoïsme
Comme dans de nombreux ouvrages de Le Guin, les conceptions taoïstes, qu'elle a beaucoup étudiées, ont une place importante dans la construction du récit de Tehanu : la notion de recherche d'harmonie entre le yin et le yang apparaît dans l'évolution du personnage de Tenar, qui recherche un équilibre entre sa vie avec Therru et sa relation avec Ged.

## Éditions
- Tehanu, Atheneum Books, mars 1990, 226 p.  (ISBN 0-689-31595-3)
- Tehanu, trad. Isabelle Delord, Robert Laffont, coll. Ailleurs et Demain, 14 février 1991, 257 p.  (ISBN 978-2221069394)
- Tehanu, trad. Isabelle Delord-Philippe, France Loisirs, mai 1992, 266 p.  (ISBN 2-7242-6777-X)
- Tehanu, trad. Isabelle Delord-Philippe, Pocket, coll. Science-fiction, 29 janvier 1993, 260 p.  (ISBN 978-2266051156)
- Tehanu, trad. Isabelle Delord-Philippe, Robert Laffont, coll. Ailleurs et Demain, 10 mai 2002, 257 p.  (ISBN 978-2221097496)
- Tehanu, trad. Isabelle Delord-Philippe, Le Livre de poche, coll. SF, 19 novembre 2008, 281 p.  (ISBN 978-2253123675)

## Distinctions et récompenses
Le roman s'est vu décerner le prix Nebula du meilleur roman 1990 ainsi que le prix Locus du meilleur roman de fantasy 1991.